# Nebulosa de la Laguna
La nebulosa Laguna (también conocida como objeto Messier 8, Messier 8, M8 o NGC 6523), es una nebulosa de emisión (concretamente se trata de una Región H II) situada en la constelación de Sagitario. Está, aproximadamente, a una distancia de 5000 años luz. Fue descubierta por Guillaume Le Gentil en 1747.
La nebulosa —asociada a una nube molecular y que forma parte de la asociación estelar Sagittarius OB1— parece tener una profundidad comparable a la de su anchura e incluye cierto número de glóbulos de Bok —nubes de gas y polvo en proceso de colapso para formar estrellas—, algunos de los cuales han sido catalogados por Edward Emerson Barnard cómo B88, B89, y B296. El descubrimiento de cinco objetos Herbig-Haro en el borde sur de la nebulosa (HH893, HH894, HH895, HH896, y HH897) aporta más evidencia a la formación estelar en curso.
En la porción más brillante de la nebulosa se halla una estructura conocida cómo El reloj de arena, en la que se produce una intensa actividad de formación de estrellas; allí, en el año 2006, identificaron cuatro objetos Herbig-Haro: HH867, HH868, HH869 y HH870.  También incluye una estructura de polvo con forma de tornado provocada por la acción de la radiación ionizante de la estrella múltiple de tipo espectral O Herschel 36.
El cúmulo asociado a la Nebulosa Laguna es conocido como NGC 6530, siendo sus estrellas más luminosas 9 Sagittarii y HD 165052; ambas estrellas de tipo espectral O son sistemas estelares binarios y los principales responsables de ionizar y excitar la nebulosa.